# 偶然性
人們用偶然性、概然性或者機會等字眼來表達他們相信某件事情發生過或者將要發生，也可以理解为主观概率。
在日常的對話或書面交流中「偶然性」以及類似「可能性」、「不確定性」這些概念並没有精確統一的定義與哲学、數學中的討論不同。偶然性可以解釋为：
- 偶然：突然的,不是经常的;意想不到的
- 偶然事件：
  1. 突然的、未预料到的且非故意的或有意的对接受保险的人将造成损害的行为或事件
  2. 指意外地和非预谋而发生的某事
- 偶然性：出乎意料的非规定特性

可見用「偶然」來形容某事件時有一種突然而意想不到的意味，而「偶然性」則是指使它具有這種意味的性質，在专业领域里通常称之为随机性。有可能發生的事情会被描述為「可能会發生」，「百分之一百会發生」，而對必然不發生的事情可以說「偶然性為零」。实际从概念上我们已经普遍接受了用数学公理量化了的偶然性。而把這種偶然性量化的方法是概率論为基础的随机性模型；這已在各種領域的研究中廣泛使用，从自然科学与人文科学所用的统计，量子物理到金融与賭博等行业领域。